# John McKinlay
John Dickinson McKinlay (20. januar 1932 - 14. januar 2013) var en amerikansk roer fra Detroit.
McKinlay vandt en sølvmedalje i firer uden styrmand ved OL 1956 i Melbourne, som makker til sin tvillingebror Art McKinlay, John Welchli og James McIntosh. USA's båd blev i finalen kun besejret af Canada, mens Frankrig fik bronze. Det var det eneste OL han deltog i.

## OL-medaljer
- 1956:  Sølv i firer uden styrmand